# Пишица
Пишица (на македонска литературна норма: Пишица) е село в Община Пробищип, Северна Македония. То е най-южното селище в общината.

## География
Землището на Пишица е 7,3 km², от които земеделската площ е 629 хектара – 347 хектара обработваема земя, 266 хектара пасища и 16 хектара гори.

## История
В XIX век Пишица е изцяло турско село в Щипска кааза, нахия Овче поле на Османската империя. Според статистиката на Васил Кънчов („Македония. Етнография и статистика“) от 1900 година Пишица има 200 жители, всички турци.
Според последно преброяване на населението от 2002 година Пишица има 168 жители (78 мъже и 90 жени) от тях, 159 северномакедонци и 9 власи в 57 домакинства и 88 къщи.

## Личности
Родени в Пишица
- Хари Костов (р. 1959), министър-председател на Северна Македония (2004)